# Les Barbares
Les Barbares (título original en francés; en español, Los bárbaros) es una tragedia lírica en tres actos y un prólogo de Camille Saint-Saëns sobre un libreto de Victorien Sardou y Pierre-Barthélemy Gheusi. Se estrenó en París el 23 de octubre de 1901 en la Académie nationale de Musique.
La ópera narra la invasión de los bárbaros del territorio bajo el Imperio Romano. La trama se centra en la evolución de la relación entre Floria, la vestal principal, y Marcomir, el líder de los bárbaros.